# Französischer Fußballmeister
Diese Liste nennt die französischen Meister im Männerfußball in chronologischer Abfolge. Als offizielle Gewinner des Championnat de France (gelegentlich mit dem Zusatz „D1“) zählen lediglich die jährlichen Meister der höchsten französischen Spielklasse für Profiklubs (Division 1, seit 2002 Ligue 1) in den Spielzeiten 1932/33 bis 1938/39 und wieder seit 1945/46. Die Torschützenkönige dieser offiziellen Meisterschaften finden sich in der Liste der Torschützenkönige der Ligue 1.
Des Weiteren werden hierunter auch die Sieger der sogenannten „Kriegsmeisterschaften“ während des Zweiten Weltkriegs und der Besetzung/Teilung des Landes sowie die Gewinner der nur inoffiziellen Titel vor 1933 aufgeführt. Die Meisterschaften der vor 1919 unterschiedlichen Verbände vervollständigen den Überblick dieser Liste in Hinsicht auf die national führenden Vereine in der Frühzeit des französischen Fußballs.

## Die Titelträger
Die Vereine werden nur bei ihrer ersten Erwähnung (also dem jeweils ältesten Titelgewinn bzw. der frühesten Endspielteilnahme) verlinkt, bei einem in den frühen Jahren stark abweichenden Klubnamen auch ein zweites Mal.

### 1894–1919 (Meisterschaften der verschiedenen Verbände)
USFSA: Union des sociétés françaises de sports athlétiques (Championnat de France)

CFI: Comité Français Interfédéral (Dachorganisation der hierunter genannten Verbände; Trophée de France)

FGSPF: Fédération Gymnastique et Sportive des Patronages Français

FCAF: Fédération Cycliste et Athlétique de France

LFA: Ligue de Football Association

FAA: Fédération Athlétique Amateur
- 1894
  - USFSA: Standard AC Paris (2:2 und 2:0 gegen White Rovers Paris)
- 1895
  - USFSA: Standard AC Paris (3:1 gegen White Rovers Paris)
- 1896
  - USFSA: Club Français Paris
- 1897
  - USFSA: Standard AC Paris (Ligabetrieb mit 9 Pariser Mannschaften); Burdiglia Bordeaux (kein offiziell anerkannter Regionalmeister)
- 1898
  - USFSA: Standard AC Paris (Pariser 1. Liga mit 6 Mannschaften); Iris Club Lillois (Nord-Liga); Burdiglia Bordeaux (kein offiziell anerkannter Regionalmeister)
- 1899 (1899–1914: Ermittlung des USFSA-Landesmeisters durch Endrunde der Sieger aus Paris und dem Rest des Landes)
  - USFSA: Le Havre AC (kampflos, weil Club Français Paris sich weigerte, anzutreten)
- 1900
  - USFSA: Le Havre AC (1:0 gegen Club Français Paris)
- 1901
  - USFSA: Standard AC Paris (1:1 n. V. und 6:1 gegen Le Havre AC)
- 1902
  - USFSA: RC Roubaix (4:3 n. V. gegen RC de France)
- 1903
  - USFSA: RC Roubaix (2:2 n. V. und 3:1 gegen RC de France)
- 1904
  - USFSA: RC Roubaix (4:2 gegen United Sports Club Paris)
- 1905
  - USFSA: Gallia Club Paris (1:0 n. V. gegen RC Roubaix)
  - FGSPF: Étoile des Deux Lacs Paris
    - gemeinsamer Meister (inoffiziell): Étoile des Deux Lacs Paris
- 1906
  - USFSA: RC Roubaix (2:1 n. V. gegen CA Paris)
  - FGSPF: Étoile des Deux Lacs Paris
  - FCAF:  SM Puteaux
- 1907 (1907–1913: Ermittlung des gemeinsamen Meisters der Verbände außer der USFSA  um die CFI-Trophée de France)
  - USFSA: RC de France (2:1 gegen RC Roubaix)
  - FGSPF: Étoile des Deux Lacs Paris
  - FCAF:  SM Puteaux
  - FAA:   FC Simiotin Bordeaux
    - gemeinsamer CFI-Meister: Étoile des Deux Lacs Paris (8:3 gegen Simiotin Bordeaux)
- 1908
  - USFSA: RC Roubaix (2:1 gegen RC de France)
  - FGSPF: Patronage Olier Paris-Arcueil
  - FCAF:  SM Puteaux
    - gemeinsamer CFI-Meister: Patronage Olier Paris-Arcueil (3:0 gegen SM Puteaux)
- 1909
  - USFSA: Stade Helvétique Marseille (3:2 gegen CA Paris)
  - FGSPF: Bons Gars Bordeaux
  - FCAF: Star Club Caudrésien
    - gemeinsamer CFI-Meister: JA Saint-Ouen (kampflos, obwohl gar nicht qualifiziert – die Fahrten waren Bordeaux und Caudry zu weit)
- 1910
  - USFSA: US Tourcoing (7:2 gegen Stade Helvétique Marseille)
  - FGSPF: Patronage Olier Paris-Arcueil
  - FCAF:  CA Vitry
    - gemeinsamer CFI-Meister: Patronage Olier Paris-Arcueil (2:0 gegen CA Vitry)
- 1911
  - USFSA: Stade Helvétique Marseille (3:2 gegen RC de France)
  - FGSPF: Étoile des Deux Lacs Paris
  - FCAF:  JA Saint-Ouen
  - LFA:   CA Paris
    - gemeinsamer CFI-Meister: CA Paris (1:0 gegen Étoile des Deux Lacs)
- 1912
  - USFSA: Stade Raphaëlois (2:1 n. V. gegen AS Française Paris)
  - FGSPF: Étoile des Deux Lacs Paris
  - FCAF: VGA du Médoc Bordeaux
  - LFA: Red Star AC Paris
    - gemeinsamer CFI-Meister: Étoile des Deux Lacs Paris (3:1 gegen Red Star)
- 1913
  - USFSA: Stade Helvétique Marseille (1:0 gegen FC Rouen)
  - FGSPF: Étoile des Deux Lacs Paris
  - FCAF:  VGA du Médoc Bordeaux
  - LFA:   CA Paris
    - gemeinsamer CFI-Meister: CA Paris (2:1 gegen VGA Médoc)
- 1914
  - USFSA: Olympique Lillois (3:0 gegen Olympique de Cette)
  - FGSPF: Patronage Olier Paris-Arcueil
  - FCAF: VGA du Médoc Bordeaux
  - LFA: FCE Levallois
    - gemeinsamer CFI-Meister aller 4 Verbände: Olympique Lillois Lille (4:1 gegen VGA Médoc)

Aufgrund des Ersten Weltkriegs eingeschränkter Meisterschaftsbetrieb (1915–1918):
- 1915
  - keine Meister ermittelt
- 1916
  - USFSA: Stade Rennais UC (7:1 gegen CS Terreaux Lyon)
  - FGSPF: Étoile des Deux Lacs Paris
  - FCAF: VGA du Médoc Bordeaux
  - LFA: Olympique Pantin
    - gemeinsamer CFI-Meister, wieder ohne USFSA: Olympique Pantin (2:0 gegen Étoile des Deux Lacs)
- 1917
  - USFSA: CASG Paris (4:1 gegen FC Lyon)
  - FGSPF: Bousbotte Association Besançon
- 1918
  - keine Meister ermittelt

- 1919
  - USFSA: Le Havre AC (4:1 gegen Olympique Marseille)

1919 Gründung eines einheitlichen Fußballverbands, der Fédération Française de
Football Association (FFFA; „Association“ verschwand nach einiger Zeit aus
dem Namen), der allerdings bis 1932 keine landesweite Meisterschaft durchführte
(zur genaueren Begründung siehe Ligue 1#Der späte Beginn: Ursachen).

### 1927–1930 (Championnat de France par Catégoriesder FFFA)
Kein landesweiter Wettbewerb; außer dem hierunter genannten, jeweils vermeintlich stärksten Verein gab es jährlich zwei weitere Klubs, die in ihrer „Kategorie“ Sieger waren
- 1927  CA Paris
- 1928  Stade Français Paris
- 1929  Olympique Marseille
- 1930  kein Meister ermittelt

### 1931–1932 (Coupe Sochaux)
Von der FFFA genehmigter, aber privat organisierter Wettbewerb
- 1931  FC Sochaux
- 1932  FC Mulhouse

### 1933–1939 (Division 1, professionelle Liga)
| Saison  | Meister             | Vizemeister         |
| ------- | ------------------- | ------------------- |
| 1932/33 | Olympique Lillois   | AS Cannes           |
| 1933/34 | FC Sète             | SC Fives            |
| 1934/35 | FC Sochaux          | Racing Strasbourg   |
| 1935/36 | Racing Club Paris   | Olympique Lillois   |
| 1936/37 | Olympique Marseille | FC Sochaux          |
| 1937/38 | FC Sochaux          | Olympique Marseille |
| 1938/39 | FC Sète             | Olympique Marseille |

### 1940–1945 („Kriegsmeisterschaften“ derDivision 1; keine offiziellen Titel)
Kriegs- und besatzungsbedingt nur regionale Sieger
- 1939/40 Nord: FC Rouen / Südost: OGC Nizza / Südwest: Girondins Bordeaux
- 1940/41 Nord: Red Star Paris / Süd: Olympique Marseille
- 1941/42 Nord: Stade Reims / Süd: FC Sète
- 1942/43 Nord: Racing Lens / Süd: Toulouse FC
- 1943/44 (nur regionale Auswahlmannschaften) Équipe Fédérale Lens-Artois
- 1944/45 Nord: FC Rouen / Süd: Lyon OU (inoffizielles Entscheidungsspiel 4:0 für Rouen)

### 1946–2002 (Division 1)
| Saison    | Meister                                                                                      | Vizemeister         |
| --------- | -------------------------------------------------------------------------------------------- | ------------------- |
| 1945/46   | OSC Lille                                                                                    | AS Saint-Étienne    |
| 1946/47   | CO Roubaix-Tourcoing                                                                         | Stade Reims         |
| 1947/48   | Olympique Marseille                                                                          | OSC Lille           |
| 1948/49   | Stade Reims                                                                                  | OSC Lille           |
| 1949/50   | Girondins Bordeaux                                                                           | OSC Lille           |
| 1950/51   | OGC Nizza                                                                                    | OSC Lille           |
| 1951/52   | OGC Nizza                                                                                    | Girondins Bordeaux  |
| 1952/53   | Stade Reims                                                                                  | FC Sochaux          |
| 1953/54   | OSC Lille                                                                                    | Stade Reims         |
| 1954/55   | Stade Reims                                                                                  | Toulouse FC         |
| 1955/56   | OGC Nizza                                                                                    | Racing Lens         |
| 1956/57   | AS Saint-Étienne                                                                             | Racing Lens         |
| 1957/58   | Stade Reims                                                                                  | Olympique Nîmes     |
| 1958/59   | OGC Nizza                                                                                    | Olympique Nîmes     |
| 1959/60   | Stade Reims                                                                                  | Olympique Nîmes     |
| 1960/61   | AS Monaco                                                                                    | Racing Paris        |
| 1961/62   | Stade Reims                                                                                  | Racing Paris        |
| 1962/63   | AS Monaco                                                                                    | Stade Reims         |
| 1963/64   | AS Saint-Étienne                                                                             | AS Monaco           |
| 1964/65   | FC Nantes                                                                                    | Girondins Bordeaux  |
| 1965/66   | FC Nantes                                                                                    | Girondins Bordeaux  |
| 1966/67   | AS Saint-Étienne                                                                             | FC Nantes           |
| 1967/68   | AS Saint-Étienne                                                                             | OGC Nizza           |
| 1968/69   | AS Saint-Étienne                                                                             | Girondins Bordeaux  |
| 1969/70   | AS Saint-Étienne                                                                             | Olympique Marseille |
| 1970/71   | Olympique Marseille                                                                          | AS Saint-Étienne    |
| 1971/72   | Olympique Marseille                                                                          | Olympique Nîmes     |
| 1972/73   | FC Nantes                                                                                    | OGC Nizza           |
| 1973/74   | AS Saint-Étienne                                                                             | FC Nantes           |
| 1974/75   | AS Saint-Étienne                                                                             | Olympique Marseille |
| 1975/76   | AS Saint-Étienne                                                                             | OGC Nizza           |
| 1976/77   | FC Nantes                                                                                    | Racing Lens         |
| 1977/78   | AS Monaco                                                                                    | FC Nantes           |
| 1978/79   | Racing Strasbourg                                                                            | FC Nantes           |
| 1979/80   | FC Nantes                                                                                    | FC Sochaux          |
| 1980/81   | AS Saint-Étienne                                                                             | FC Nantes           |
| 1981/82   | AS Monaco                                                                                    | AS Saint-Étienne    |
| 1982/83   | FC Nantes                                                                                    | Girondins Bordeaux  |
| 1983/84   | Girondins Bordeaux                                                                           | AS Monaco           |
| 1984/85   | Girondins Bordeaux                                                                           | FC Nantes           |
| 1985/86   | Paris Saint-Germain                                                                          | FC Nantes           |
| 1986/87   | Girondins Bordeaux                                                                           | Olympique Marseille |
| 1987/88   | AS Monaco                                                                                    | Girondins Bordeaux  |
| 1988/89   | Olympique Marseille                                                                          | Paris Saint-Germain |
| 1989/90   | Olympique Marseille                                                                          | Girondins Bordeaux  |
| 1990/91   | Olympique Marseille                                                                          | AS Monaco           |
| 1991/92   | Olympique Marseille                                                                          | AS Monaco           |
| 1992/93   | kein Meister – Tabellenführer Olympique Marseille wurde der Titel aberkannt („Affäre OM-VA“) | Paris Saint-Germain |
| 1993/94   | Paris Saint-Germain                                                                          | Olympique Marseille |
| 1994/95   | FC Nantes                                                                                    | Olympique Lyon      |
| 1995/96   | AJ Auxerre                                                                                   | Paris Saint-Germain |
| 1996/97   | AS Monaco                                                                                    | Paris Saint-Germain |
| 1997/98   | Racing Lens                                                                                  | FC Metz             |
| 1998/99   | Girondins Bordeaux                                                                           | Olympique Marseille |
| 1999/2000 | AS Monaco                                                                                    | Paris Saint-Germain |
| 2000/01   | FC Nantes                                                                                    | Olympique Lyon      |
| 2001/02   | Olympique Lyon                                                                               | Racing Lens         |

### Seit 2003 (Ligue 1)
| Saison  | Meister             | Vizemeister         |
| ------- | ------------------- | ------------------- |
| 2002/03 | Olympique Lyon      | AS Monaco           |
| 2003/04 | Olympique Lyon      | Paris Saint-Germain |
| 2004/05 | Olympique Lyon      | OSC Lille           |
| 2005/06 | Olympique Lyon      | Girondins Bordeaux  |
| 2006/07 | Olympique Lyon      | Olympique Marseille |
| 2007/08 | Olympique Lyon      | Girondins Bordeaux  |
| 2008/09 | Girondins Bordeaux  | Olympique Marseille |
| 2009/10 | Olympique Marseille | Olympique Lyon      |
| 2010/11 | OSC Lille           | Olympique Marseille |
| 2011/12 | HSC Montpellier     | Paris Saint-Germain |
| 2012/13 | Paris Saint-Germain | Olympique Marseille |
| 2013/14 | Paris Saint-Germain | AS Monaco           |
| 2014/15 | Paris Saint-Germain | Olympique Lyon      |
| 2015/16 | Paris Saint-Germain | Olympique Lyon      |
| 2016/17 | AS Monaco           | Paris Saint-Germain |
| 2017/18 | Paris Saint-Germain | AS Monaco           |
| 2018/19 | Paris Saint-Germain | OSC Lille           |
| 2019/20 | Paris Saint-Germain | Olympique Marseille |
| 2020/21 | OSC Lille           | Paris Saint-Germain |
| 2021/22 | Paris Saint-Germain | Olympique Marseille |
| 2022/23 | Paris Saint-Germain | RC Lens             |
| 2023/24 | Paris Saint-Germain | AS Monaco           |
| 2024/25 | Paris Saint-Germain | Olympique Marseille |